# Maesteg
Maesteg (historisch auch Maes Teg; walisisch für schönes Feld) ist eine südwalisische Stadt und Community in der Principal Area Bridgend County Borough. Beim Zensus 2011 hatte sie 18.888 Einwohner.

## Geographie
Maesteg liegt in Südwales in den South Wales Valleys, genauer gesagt im Tal des River Llynfi. Dort dehnt sich die Stadt in Nord-Süd-Ausrichtung aus. Neben dem Stadtzentrum Maesteg umfasst sie noch die Stadtteile Y Parc, Garth und Cwmfelin im Süden und Twmpath-Mawr, Nantyffyllon, Dyffryn, Spelter, Caerau und Brynheulog im Norden. Daneben gehören auch die umliegenden Berge zur Stadt, darunter der 555 Meter hohe Mynydd Caerau. Von den Hängen der Berge fließen diverse kleine Bäche ins Tal, wo sie in den River Llynfi münden. Der Höhenunterschied ist dabei immens: das Stadtzentrum liegt nämlich nur auf etwa 130 Metern Höhe überm Meeresspiegel. In den Bergregionen befinden sich auch einige größere Wälder, darunter der Caerau Forest, der Cymer Forest und der Dunraven Forest im Nordosten des Stadtgebietes nahe der Quelle des River Llynfi am Hange des Mynydd Caerau.
Verwaltungsgeographisch bilden große Teile der Stadt eine gemeinsame Community namens Maesteg. Nur der südlichste Ortsteil Cwmfelin gehört zur Community Llangynwyd Middle. Aus diesem Grund hat die Community Maesteg etwas mehr als 1000 Einwohner weniger als die eigentliche Stadt. Der urbane Raum Maestegs hat dagegen mit fast genau 21.000 Einwohnern gut 2.000 Einwohner mehr als die Stadt, er umfasst neben Maesteg selbst noch die beiden Dörfer Cymmer und Croeserw nördlich der Stadt. Die Stadt an sich gehört vollständig zur Principal Area Bridgend County Borough, benannt nach der gut zwölf Kilometer südlicher liegenden Stadt Bridgend. Wahlkreisgeographisch ist die Stadt Teil des britischen Wahlkreises Ogmore beziehungsweise von dessen walisischem Pendant.

## Geschichte
Die Industrialisierung begann im frühen 19. Jahrhundert. Es entstanden zunächst zwei große Eisenhütten in der Stadt, die sogenannte Maesteg Uchaf Farm und die etwas später errichteten Llynfi Ironworks. Beide prosperierten alsbald, auch, weil eine Eisenbahnverbindung in Richtung Porthcawl und Bridgend einen einfachen Abtransport ermöglichte. Ursprünglich wurde die Strecke durch die Dyffryn Llynfi and Porthcawl Railway betrieben, später durch andere Gesellschaften. Die Bevölkerung der Stadt wuchs binnen weniger Jahrzehnten von wenigen Hundert auf knapp 15.000 Einwohner. Zu jener Zeit wurde die Stadt auch Maes Teg genannt, die zusammengeschriebene Schreibweise setzte sich aber durch. Die Stadt hatte damals auch ein reges kulturelles Leben. So fand 1856 in Maesteg die Uraufführung der späteren walisischen Nationalhymne Hen Wlad Fy Nhadau statt. Ihren Höhepunkt erlebten die Werke in den 1850ern und 1860ern, danach gingen ihre Umsätze zurück, auch, weil mittlerweile die Stahlherstellung Überhand genommen hatte, welche in Maesteg aber nicht machbar war. 1885 schlossen beide Werke.
Das Werksgelände wurde anschließend mit der Coegnant Collery und der Garth Collery nachgenutzt. Dort wurde nun Kohle gefördert, was die Wirtschaft der Stadt stabilisieren konnte. Weitere Minen im Umland der Stadt entstanden wenig später, einige Minen existierten bereits zuvor, unter anderem die sogenannte Oakwood Colliery. Erneut setzte ein Wachstumsschub ein, sodass die Stadt Mitte des 20. Jahrhunderts stabil über 20.000 Einwohner hatte. Zu dieser Zeit war die Stadt Zentrum der umliegenden Täler und in etwa so groß wie Bridgend. Mit dem Rückgang der Kohleindustrie in der zweiten Hälfte des 20. Jahrhunderts wurde die Stadt vor große Probleme gestellt, insbesondere, weil mittlerweile auch die Zugverbindung nach Bridgend eingestellt worden war. Insbesondere nach dem Neubau einer Bahnstrecke 1992 (Maesteg Line) pendelten immer mehr Einwohner der Stadt nun nach Bridgend oder Cardiff, um dort ihr Geld zu verdienen.

## Infrastruktur
Die Stadt hat mehrere Bildungseinrichtungen, darunter mehrere Primary Schools verteilt auf mehrere Ortsteile sowie eine große weiterführende Schule nordöstlich des Stadtzentrums. Daneben gibt es zahlreiche Sport- und Grünanlagen in der Stadt, zusätzlich zum Umland der Stadt. Der Hauptfriedhof der Stadt befindet sich östlich des Stadtzentrums, weitere kleine Friedhöfe liegen verstreut im Stadtgebiet. Daneben gibt es auch mehrere Kirchen, allen voran die St Michael and All Angels Church im Stadtzentrum. Westlich vom Stadtzentrum befindet sich auch ein Krankenhaus, an das sich ein größerer Welfare Park anschließt. Ein weiterer großer Park namens Spirit of Llynfi Woodlands entstand auf dem Gelände eines ehemaligen Bergwerkes auf der gegenüber liegenden Seite des Tals.
Nahe dem Ortsteil Spelter sowie nordwestlich des Stadtzentrums gibt es größere Industriegebiete. Mit dem Maesteg RFC und dem Maesteg Cricket Club haben zwei Sportvereine nahe dem Stadtzentrum ihre Spielorte. Daneben gibt es auch drei Niederlassungen der Royal Mail im Stadtgebiet. 2021 feierte die sogenannte Town Hall ihre Wiedereröffnung. Ursprünglich als Versammlungshalle genutzt, soll sie zukünftig durch kulturelle Veranstaltungen genutzt werden. Ferner hat Maesteg auch eine eigene Bibliothek.

## Verkehr
Das Llynfi Valley bildet auch die Verkehrsader der Stadt. So führt die regionale A4063 road dort entlang. Daneben gibt es noch eine etwas unbedeutendere Straße, die über die westliche Bergfront in Richtung Port Talbot führt. Bis ins Stadtzentrum von Maesteg reicht zudem die aus Süden kommende, von Arriva Trains Wales betriebene Eisenbahntrasse Maesteg Line. Ferner gibt es auch einige Busverbindungen, unter anderem nach Cymmer, Port Talbot und Bridgend.

## Bauwerke
22 Gebäude in Maesteg wurden auf die Statutory List of Buildings of Special Architectural or Historic Interest gesetzt, sechs davon als Grade II* buildings, die übrigen als Grade II buildings. Dazu zählen mehrere Kapellen, öffentliche Gebäude wie das Postamt, die Council Offices und ein Sportzentrum, zwei Farmhäuser südlich der Stadt sowie eine eiserne Brücke über den River Llynfi.

## Söhne und Töchter
- David Griffiths (1874–1931), Sportschütze
- Marie Novello (1884–1928), Pianistin
- William Cowhig (1887–1964), Turner
- George Jeffreys (1889–1962), Prediger, Heilungsevangelist und Konfessionsbegründer
- Vernon Watkins (1906–1967), Lyriker
- Dave Bowen (1928–1995), Fußballspieler und -trainer
- Tony Simmons (* 1948), Langstreckenläufer
- Gavin Jones (* 1980), Squashspieler

Persönlichkeiten mit Verbindung nach Maesteg
- Vernon Hartshorn (1872–1931), Gewerkschaftsfunktionär und Politiker, lebte und starb in Maesteg